# Deutscher Fernsehfunk
La Deutsche Fernsehfunk (abbreviato in DFF), che dal 1972 al 1990 prese il nome di Fernsehen der DDR (DDR-FS), era l'emittente radiotelevisiva di Stato della Germania dell'Est.

## Storia

### 1950-1956: dalla Fernsehzentrum alla DFF
Il pioniere della televisione nella Repubblica Democratica Tedesca fu Hans Mahle: sotto la sua direzione radiofonica, l'11 giugno 1950 venne inaugurata la Fernsehzentrum Berlin (FZ) nel quartiere Adlershof di Berlino. Il 20 dicembre 1951 cominciarono le prime prove di trasmissione e ricezione, riservate solamente a tecnici e professionisti, in quanto i primi apparecchi televisivi pubblici vennero realizzati dal 29 luglio 1952. Un primo piccolo trasmettitore da 800 Watt fu installato nel febbraio 1952 sempre a Berlino, nel quartiere Mitte sull'edificio dell'Altes Stadthaus ed il 3 giugno fu collegato via radio con Adlershof.
Fu la Nordwestdeutscher Rundfunk (NWDR) nel luglio del 1950 ad aver trasmesso le prime immagini televisive del dopoguerra sul suolo tedesco: a Natale 1952 cominciò la programmazione regolare da un vecchio bunker di Amburgo. Per quanto ci fossero ben pochi telespettatori, fare trasmissioni regolari era necessario per poter partecipare alla ripartizione delle frequenze televisive, secondo quanto previsto nel 1948 dalla Conferenza Europea per il coordinamento dell'assegnamento delle frequenze di Ginevra e Copenaghen. Nella RDT i primi televisori vennero posti in vendita il 16 novembre 1952: il modello Leningrad costava inizialmente 3500 marchi della DDR, da rapportare al reddito medio di 300 marchi al mese.
Dal 21 dicembre 1952, giorno del 74º compleanno di Stalin, prese avvio il "programma pubblico di prova", con due ore giornaliere di trasmissione dalle ore 20.00 e con la Porta di Brandeburgo come logo: in tutto il Paese c'erano circa 60 apparecchi in grado di ricevere il segnale, e tutti a Berlino. Dopo il saluto dell'annunciatrice Margit Schaumäker, seguirono i saluti del direttore di rete ed infine il notiziario Aktuelle Kamera (AK), che fu trasmesso ininterrottamente fino al 15 dicembre 1990. Tuttavia, nei primi anni AK non era portavoce del Partito Socialista Unificato di Germania (SED), in quanto la televisione era ancora un media d'élite ed era tutto fuorché parte della quotidianità delle persone. Presto però tanto la Tagesschau della ARD quanto AK divennero più popolari e più efficaci dei notiziari trasmessi al cinema. Della "giusta" informazione si occupava comunque Der Augenzeuge ("Il testimone oculare"), il notiziario ufficiale della DEFA (Deutsche Film AG), lo studio cinematografico di Stato. Questo valse anche per la rivolta operaia del 17 giugno 1953, a seguito dei quali Zilles, il direttore del notiziario, fu rimosso e sostituito da Heinz Adameck, che rimase fino alla riunificazione tedesca.
Per raggiungere più spettatori, la rete di ripetitori si espanse rapidamente. Nel 1953 sorsero a Berlino-Grünau (sui Müggelberge), Dresda, nel 1955 a Berlin-Mitte, Brocken, Großer Inselsberg, Helpterberg, Marlow, Chemnitz e nel 1956 a Berlino-Köpenick, dei quali Brocken ed Inselsberg facevano arrivare il segnale anche nella Repubblica Federale Tedesca. Vennero fatti investimenti anche nelle tecnologie e negli studi televisivi: nell'estate 1953 fu inaugurato lo Studio I a Berlino-Adlershof. Nel 1955 fu allestito il primo studio mobile ed il terzo studio.

### 1956-1972: dalla DFF alla DDR-Fernsehen
Il 2 gennaio 1956 cessò il "programma pubblico di prova" del centro televisivo di Berlino, ed il giorno seguente iniziò la programmazione della Deutsche Fernsehfunk (DFF). Per una precisa volontà politica, l'emittente almeno inizialmente non si chiamò Fernseher der DDR, perché voleva essere la televisione di tutta la Germania. Ma nonostante alcuni ripetitori molto vicini al confine, la DFF non riusciva a coprire l'intero territorio della RFT, mentre in seguito ARD e ZDF furono in grado di raggiungere l'intero territorio della RDT, con la sola eccezione della Valle dell'Elba (la cosiddetta "Valle degli Ignari" con Dresda) e del Nord-Est (Straslunda, Greifswald, isola di Rügen).
Alla fine del 1958 nella DDR erano registrati oltre 300.000 apparecchi televisivi. Dal 7 ottobre 1958 cominciò la trasmissione di repliche a mezzogiorno, destinate ai lavoratori che finivano tardi; il giorno dopo cominciò Das Sandmännchen, una serie realizzata in stop-motion: la canzoncina finale, Abendgruß vom Fernsehfunk, fu un successo anche all'estero e ha resistito alla trasformazione dell'emittente nel 1991: oggi però la seconda strofa, in cui veniva citato il nome della Fernsehfunk, viene tagliata.
Il 3 ottobre 1969 cominciarono le trasmissioni del secondo canale (DFF 2), a colori, creata in occasione del ventennale della fondazione della Repubblica Democratica Tedesca: per la DFF ebbe così inizio l'era della televisione a colori. Walter Ulbricht inaugurò le trasmissioni con le leggendarie parole "Das II. Fernsehprogramm ist eröffnet".
Con l'avvio della seconda rete aumentò significativamente anche il numero di ore di programmazione prodotte. La produzione era in SÉCAM, volutamente diversa dal sistema PAL che veniva usato all'Ovest. I tecnici trovarono comunque ben presto il modo per far sì che gli apparecchi a colori della RDT (il primo modello fu l'RFT Color 20, seguito più tardi dal Rubin e dal Raduga provenienti dall'URSS) potessero convertire il segnale PAL proveniente dall'Ovest (solo molto più tardi vennero venduti nella RDT apparecchi in grado di ricevere sia il SECAM sia il PAL). Inizialmente le trasmissioni a colori erano solo su DFF 2; qualche anno dopo anche la rete principale fu aggiornata per le trasmissioni a colori.

### 1972-1989: Fernsehen der DDR
L'11 febbraio 1972 la rete cambiò nome da DFF in Fernsehen der DDR: la vecchia denominazione sopravvisse comunque nei titoli di coda, nelle citazioni e nella canzoncina Abendgruß vom Fernsehfunk del Sandmännchenim. Si diffuse la voce, poi rivelatasi infondata, che la rete avesse in programma di trasmettere le Olimpiadi di Mosca in PAL e che stesse dunque facendo alcuni test per questa tecnologia: cosa impossibile da una parte in quanto l'emittente non era materialmente in grado di trasmettere in PAL, sia perché le infrastrutture e le tecnologie erano tutte SECAM, sia perché non vi erano sufficienti transcoder a disposizione. Dall'altra parte, all'epoca gli apparecchi televisivi a colori PAL/SECAM non erano affatto diffusi, e quindi trasmettere le Olimpiadi in formato PAL avrebbe rappresentato un grande affronto alla popolazione della RDT.
La prima regia a colori fu la cosiddetta "Hauptregie II" del 1969 con telecamere Marconi ed un mixer della Thomson; le regie II e III nello stabilimento S4 furono convertite al colore e disponevano di un mixer monocanale SECAM con il quale fare degli effetti grafici o delle scritte in sovrimpressione. Nel 1975-76 entrò in servizio la nuova Regia 5 per Aktuelle Kamera nel complesso S5a con un mixer SECAM a più canali.
Alla metà degli anni settanta entrarono in servizio gli studi dalla "A" alla "F" nel complesso S1 (oggi Studio Berlino), che all'epoca non avevano però proprie regie. Solo dal 1977, e fino al 1980, cominciò ad aumentare la tecnologia video, grazie al mixer della RFZ ed alle videocamere provenienti dall'URSS, dapprima le KT-116 e poi le KT-132. Ogni due studi c'era una regia in comune, secondo l'idea per cui mentre in uno studio si produceva, in quello di fianco si preparava la produzione successiva. Ben presto fu però evidente che queste attività richiedevano tempi molto più rapidi di quelli previsti: la carenza in capacità di regia venne compensata attraverso le regie mobili. Dato che le vetture erano equipaggiate con tecnologia sia SECAM sia PAL, in questi studi si produceva con entrambe le tecnologie.

### 1989-1990: la riunificazione delle Germanie
La svolta politica della Germania dell'Est nel 1989 significò anche per i mass media una progressiva indipendenza dai poteri statali. Nelle trasmissioni politiche si poté discutere in modo più libero e nuovi programmi videro la luce.
Quando ancora l'emittente era sotto il controllo dello Stato, il 1º settembre 1989 andò in onda la trasmissione per giovani Elf99 (1199, il vecchio codice di avviamento postale di Adlershof): un tentativo della SED di raggiungere con la programmazione della DDR anche la popolazione più giovane, che era invece sempre più orientata ai mass media occidentali.
Se inizialmente le fughe di massa e le proteste venivano a malapena citate nelle trasmissioni politiche, dalla fine di ottobre 1989 la situazione cambiò radicalmente. Il 18 ottobre 1989 si dimisero Erich Honecker ed altri membri del comitato centrale del Politbüro della SED. Subito dopo radio e televisione modificarono la loro programmazione. Il 30 ottobre 1989 fu chiusa la trasmissione propagandistica Der schwarze Kanal e sostituita dalla trasmissione dall'eloquente titolo di Klartext. AK Zwo sostituì la vecchia versione del telegiornale Aktuelle Kamera: poco dopo l'apertura delle frontiere del 9 novembre 1989 questa trasmissione fu trasmessa anche da 3sat. Con l'adesione della DFF a 3sat dal febbraio 1990 vennero sviluppati nuovi programmi, tra cui il controverso talk show Donnerstagsgespräch, che prevedeva la possibilità per i telespettatori di intervenire telefonicamente da casa e che, almeno inizialmente, era sottoposta a scrupolosa osservazione in studio da parte del Ministero per la Sicurezza dello Stato della DDR.
Con delibera della Volkskammer la Fernsehen der DDR fu dichiarata ente pubblico politicamente indipendente, status confermato dalla legge nel 1990.
Il 12 marzo 1990 i canali DDR-F1 e DDR-F2 tornarono a chiamarsi DFF 1 e DFF 2.
A metà degli anni novanta si delineò il ripristino dei Länder, cancellati nel 1952, e anche l'informazione radiotelevisiva cominciò ad essere plasmata su base sempre più regionale, utilizzando per altro anche gli studi già esistenti. Ne fu realizzato uno nuovo a Gera per la Turingia, mentre lo storico studio di Adlershof fu utilizzato per il Brandeburgo. Uffici di corrispondenza regionale sorsero ad Erfurt, Potsdam, Schwerin, Lipsia, Magdeburgo e Cottbus. Gli studi televisivi non erano né giuridicamente né finanziariamente indipendenti. Il 13 agosto 1990 la DFF cominciò la programmazione regionale quotidiana: inizialmente ogni Land trasmetteva in un determinato giorno della settimana, in seguito invece tutti i giorni.

### 1990-1991: fine delle trasmissioni
Con l'emanazione del trattato di unificazione il 3 ottobre 1990 la DFF perse nuovamente la sua indipendenza e andò a costituire, unitamente alla Rundfunk der DDR e allo studio tecnico delle Poste della RDT, un ente indipendente senza personalità giuridica. L'art. 36 del trattato stabiliva inoltre che l'ente, comprensivo dei materiali, delle proprietà, dei collaboratori e di ogni ulteriore bene, dovesse essere sciolto entro il 31 dicembre 1991.
Il primo passo verso la chiusura si ebbe il 15 dicembre 1990 alle 19:58, allorquando Das Erste rilevò la rete di diffusione della DFF. Successivamente la potenza di trasmissione dei due ripetitori vicino al confine, Brocken e Inselsberg, fu ridotta. Alla DFF restarono i molto più deboli trasmettitori VHF della DFF 2. Contemporaneamente, nella notte tra il 14 ed il 15 dicembre, si convertì la televisione a colori della Germania dell'Est dal SÉCAM al PAL: per i televisori più vecchi, che potevano codificare solo il segnale SECAM, divenne necessario un decoder PAL.
Il trasmettitore della DFF fu definitivamente spento alla mezzanotte del 31 dicembre 1991.

## Galleria d'immagini

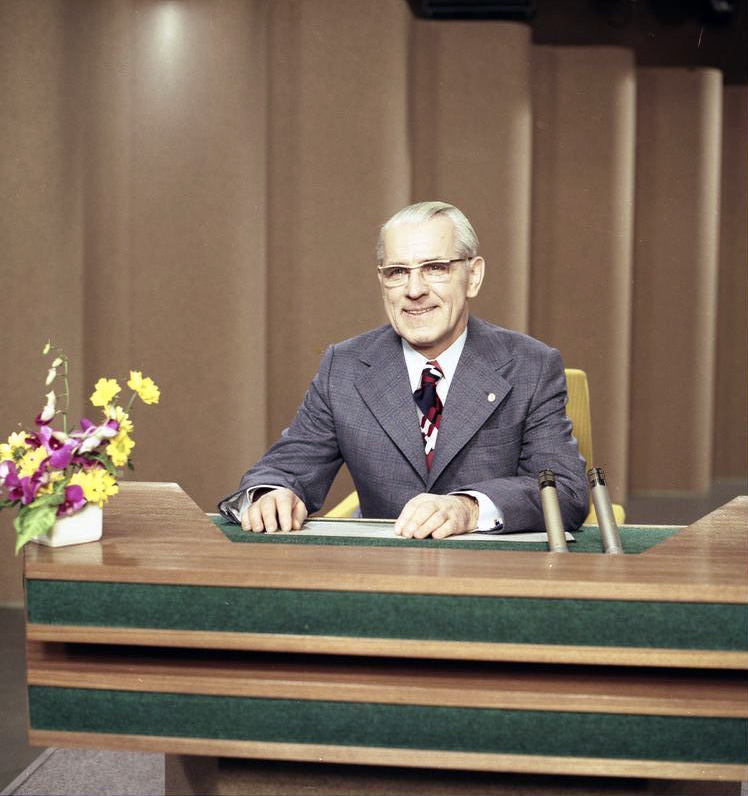
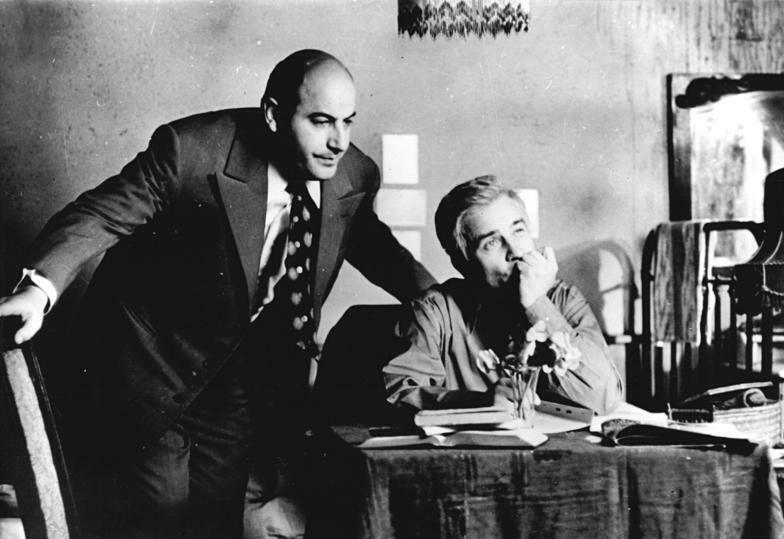
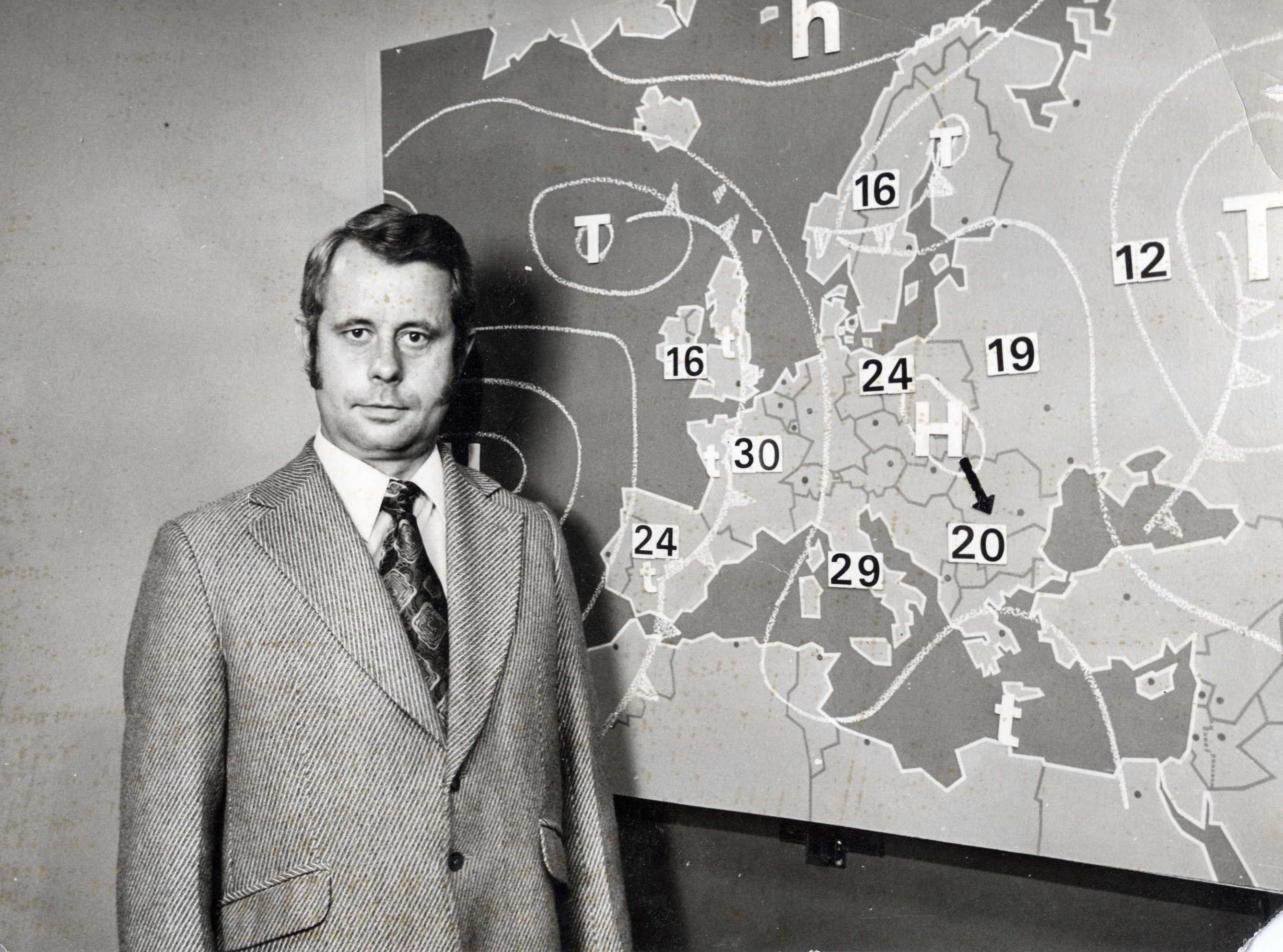
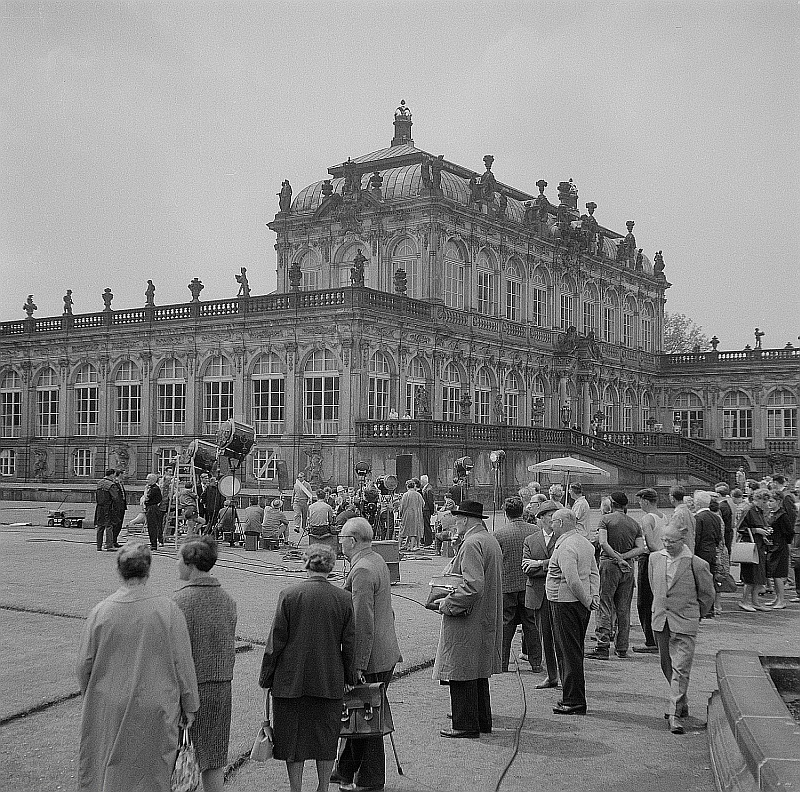
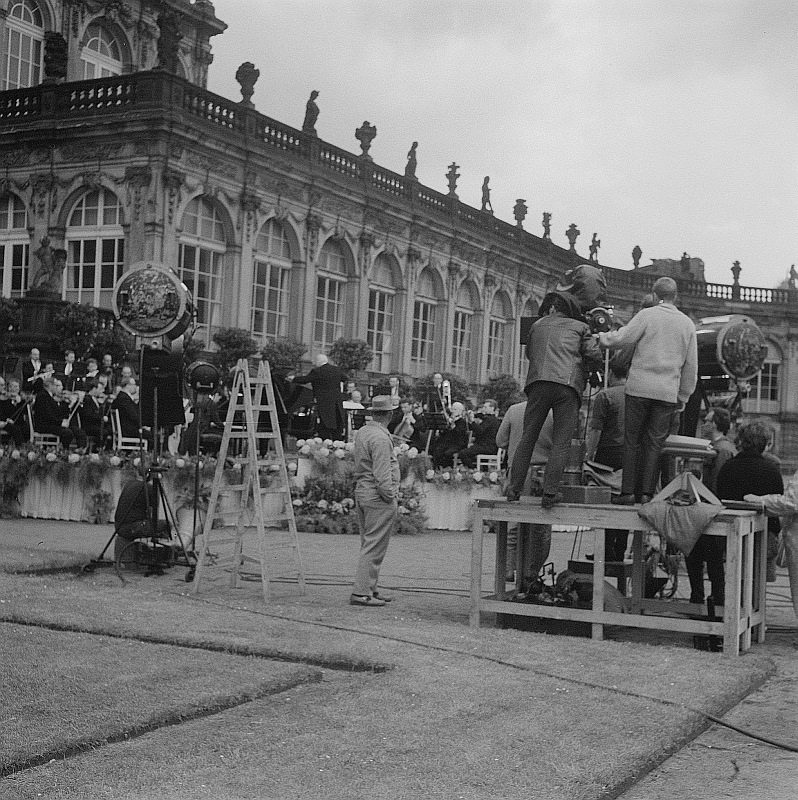
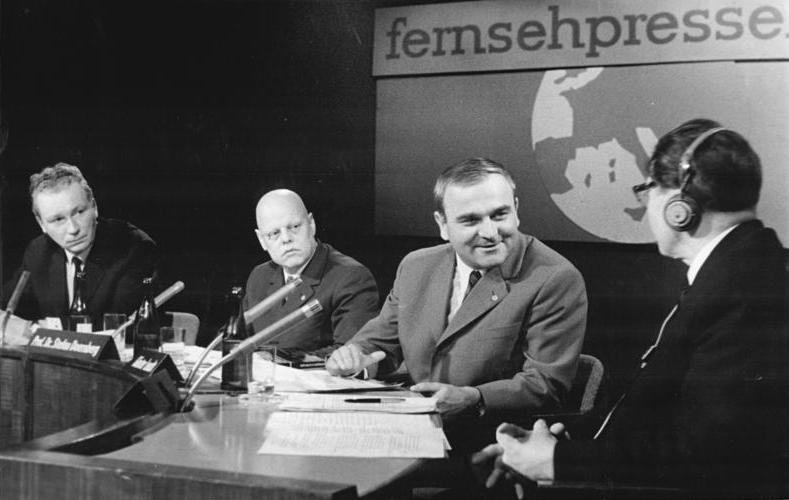
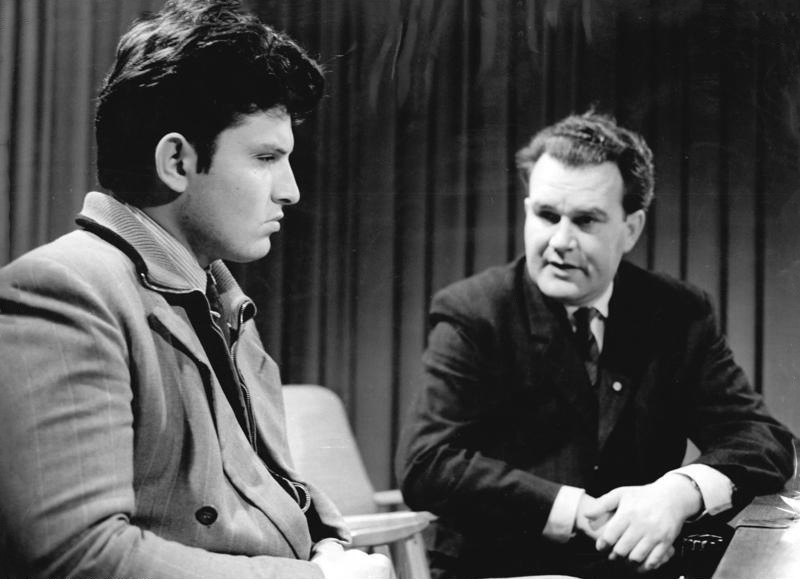
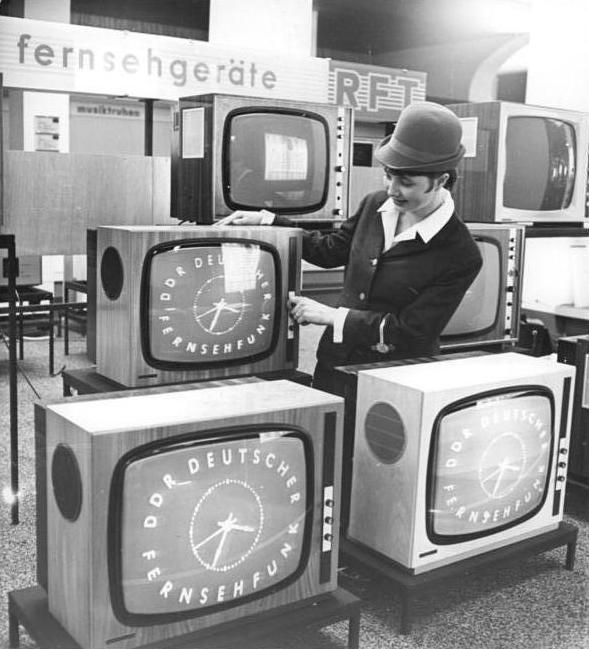
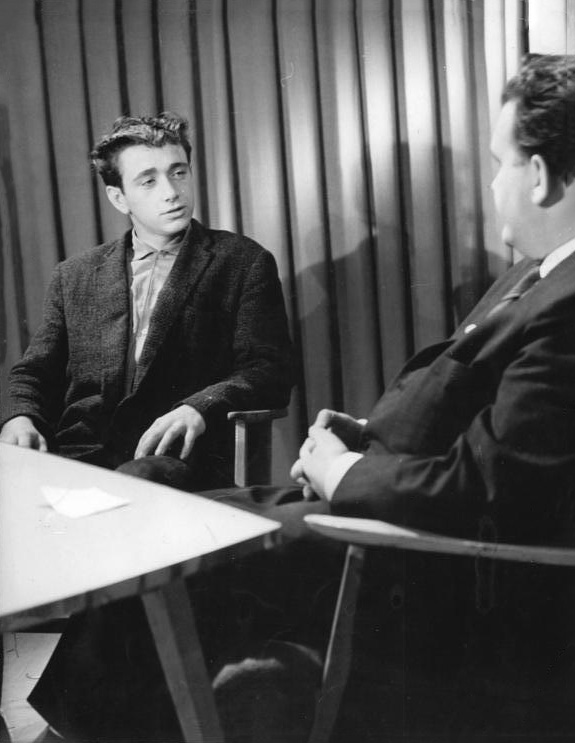
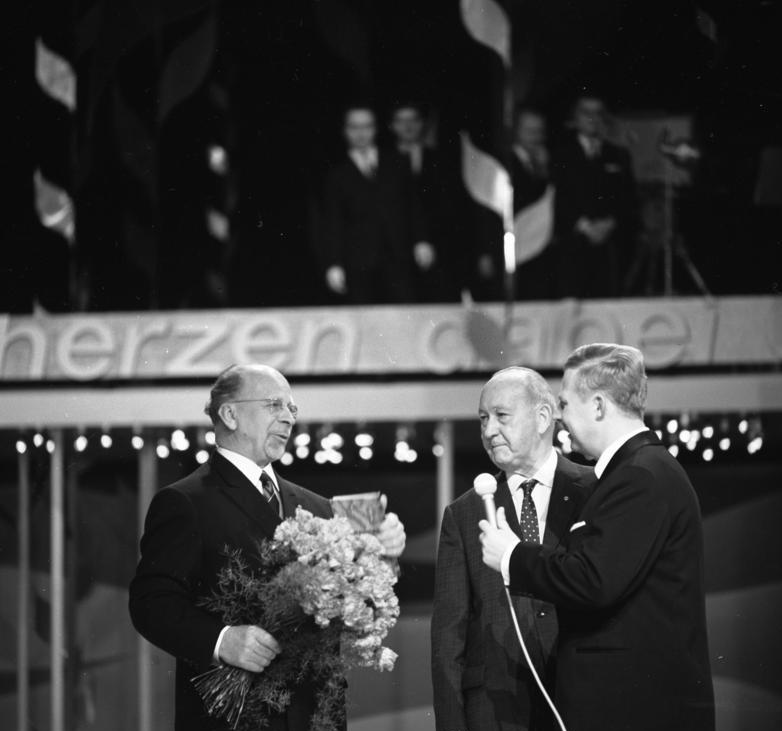
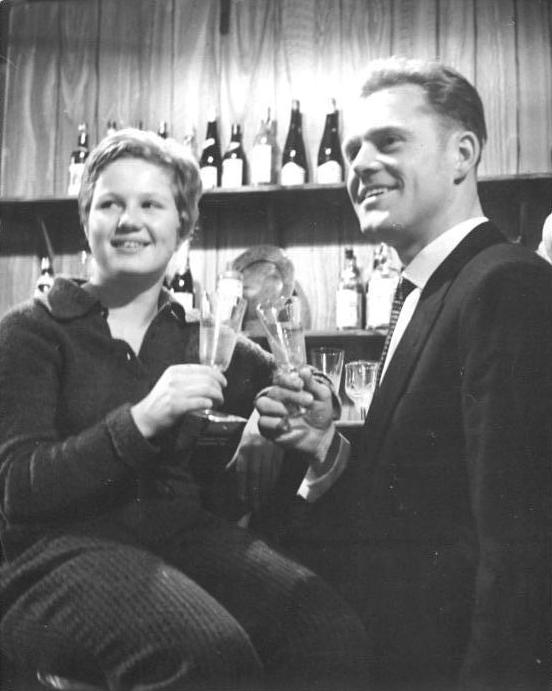
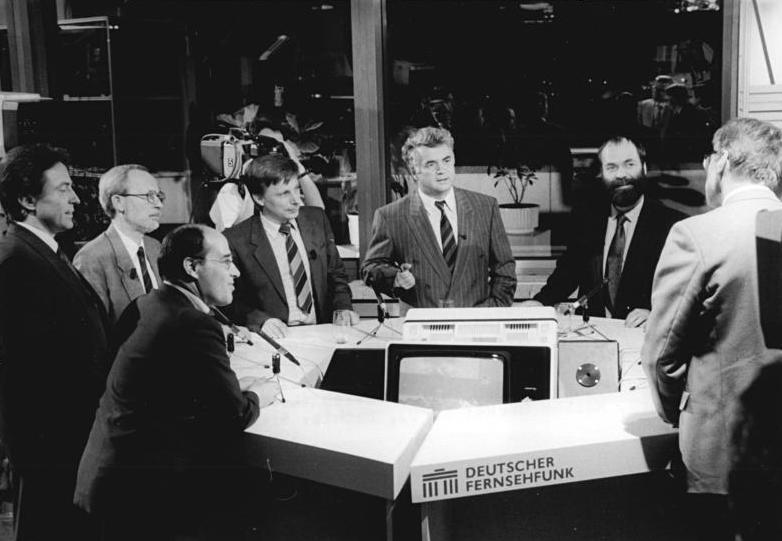
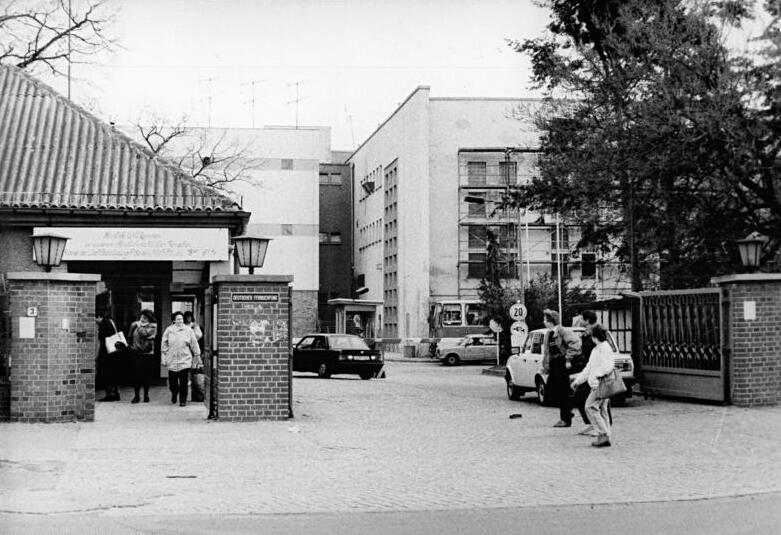
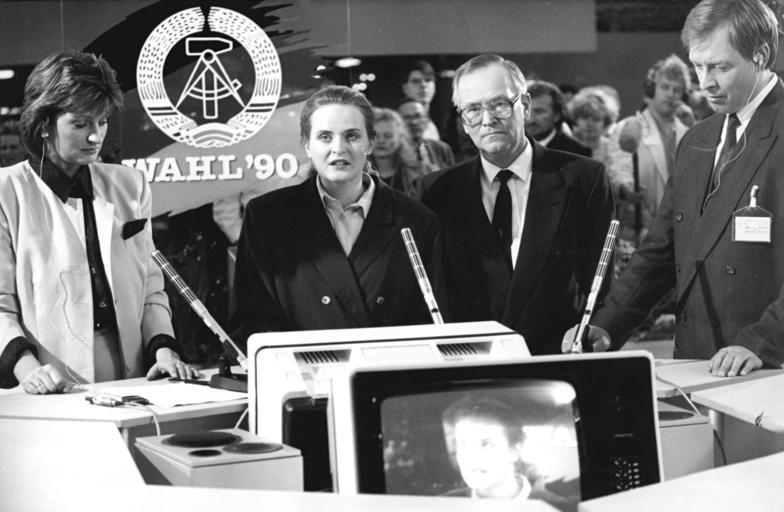
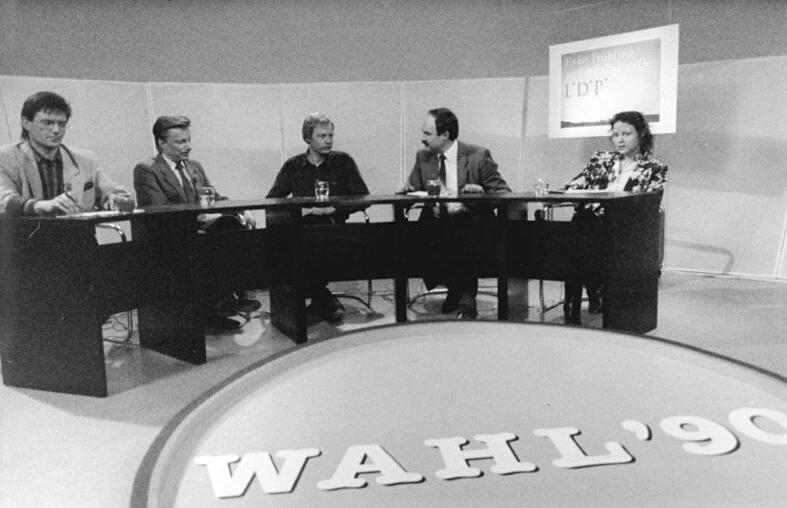
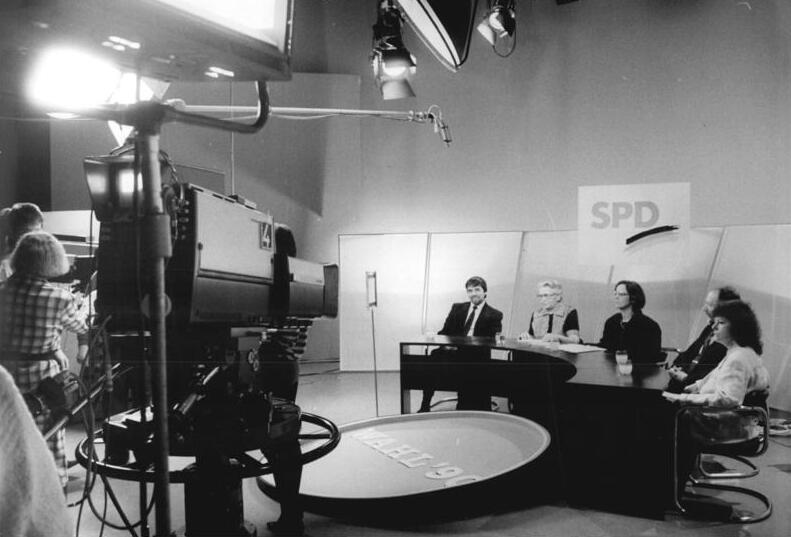
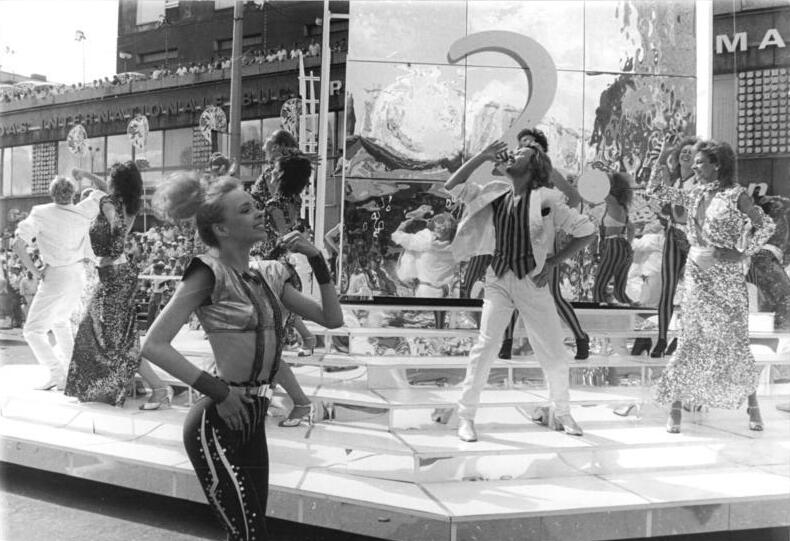
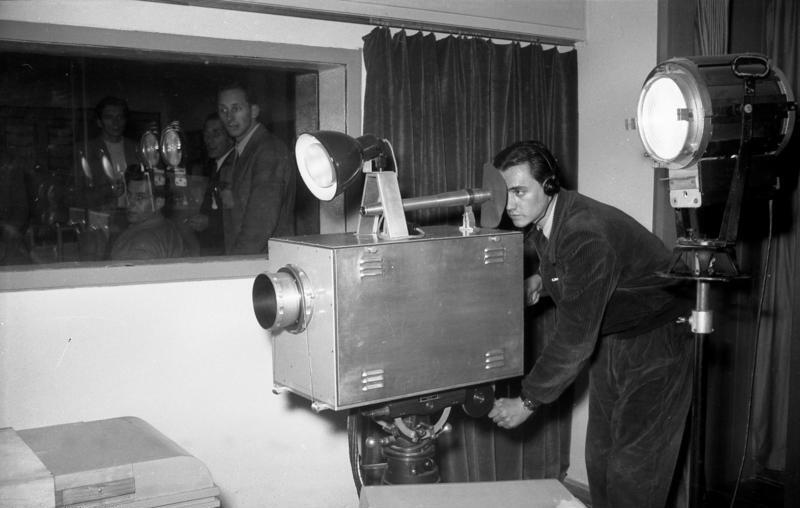
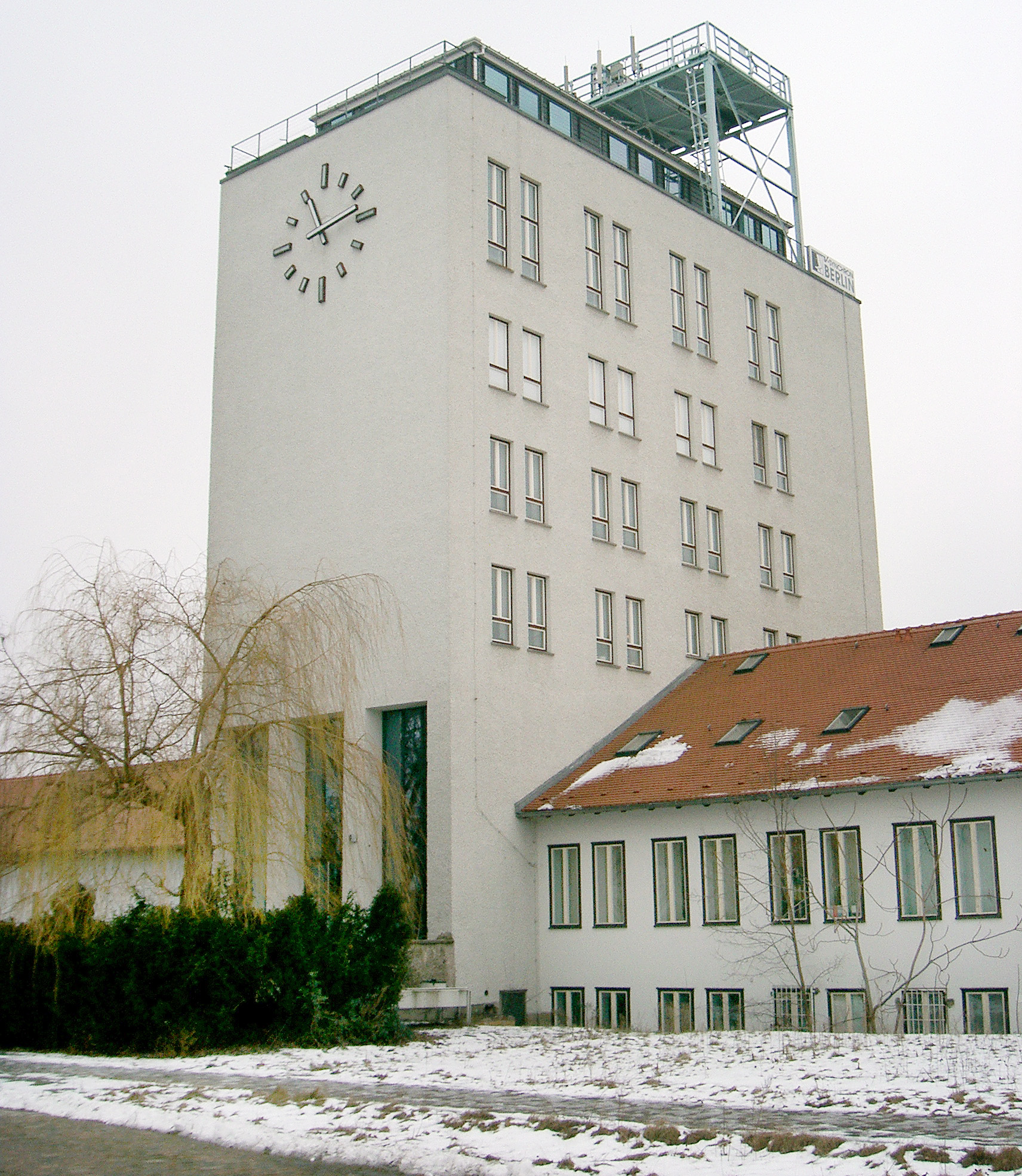
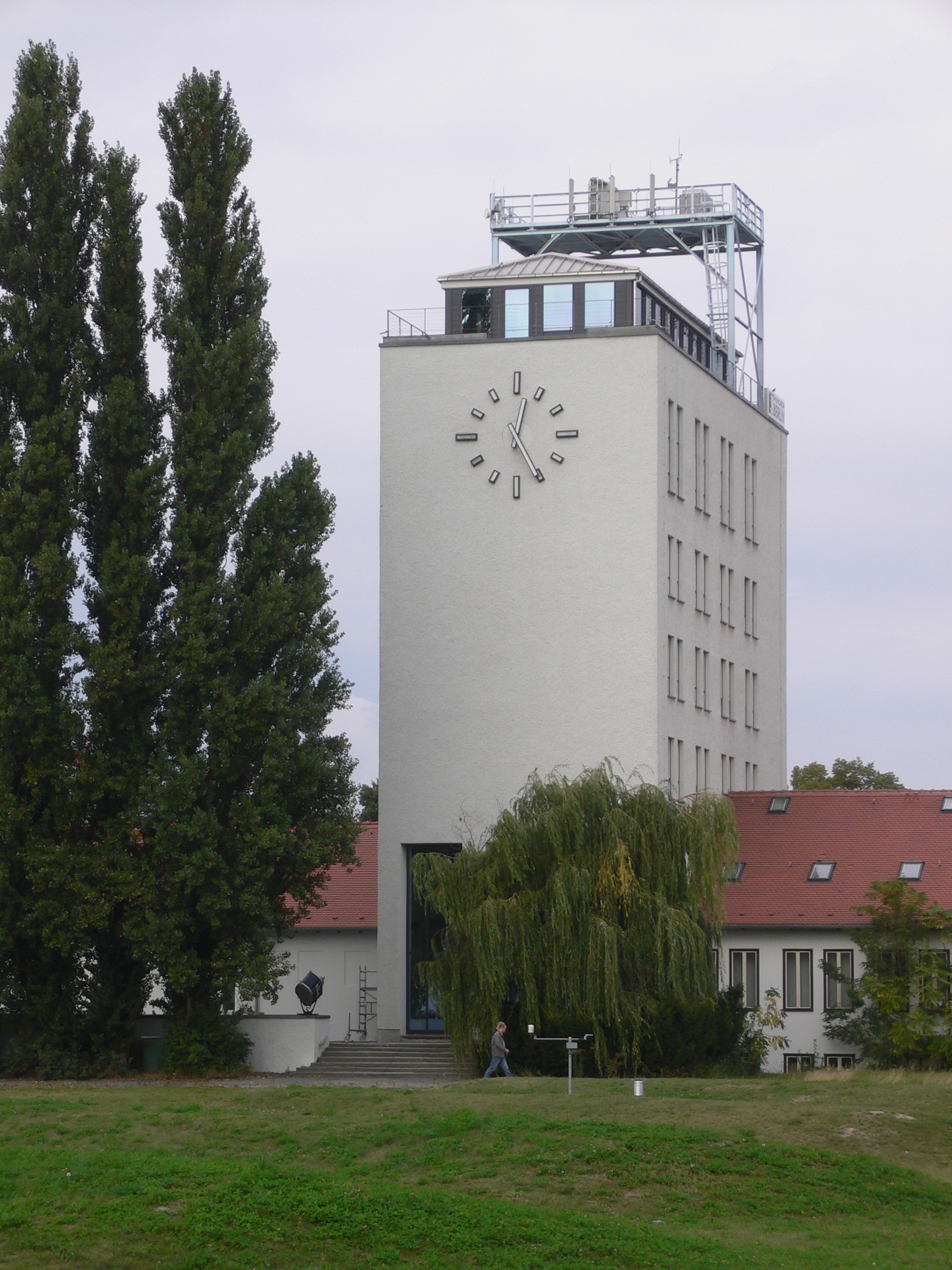